# Dorycnium hirsutum
Dorycnium hirsutum är en ärtväxtart som först beskrevs av Carl von Linné, och fick sitt nu gällande namn av Nicolas Charles Seringe. Dorycnium hirsutum ingår i släktet Dorycnium och familjen ärtväxter. Inga underarter finns listade i Catalogue of Life.

## Bildgalleri

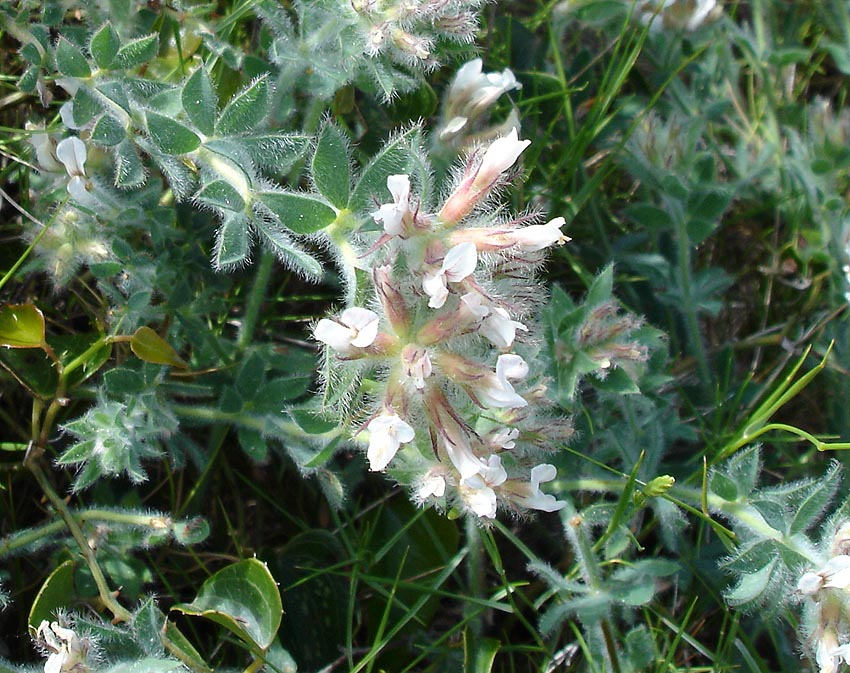
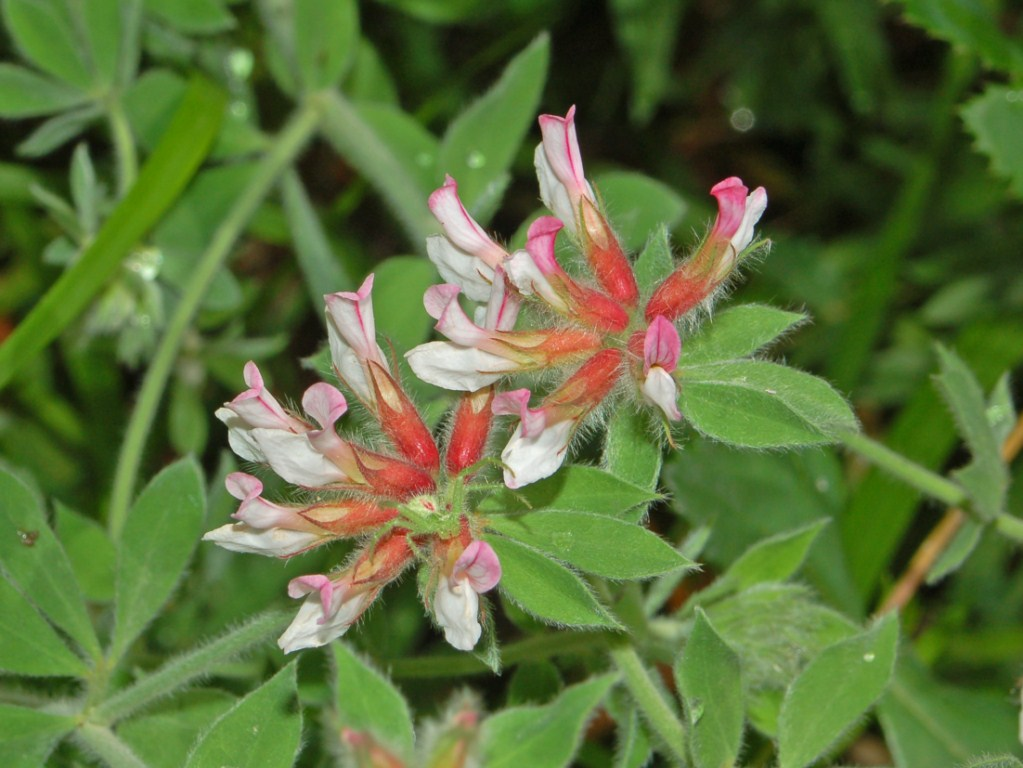
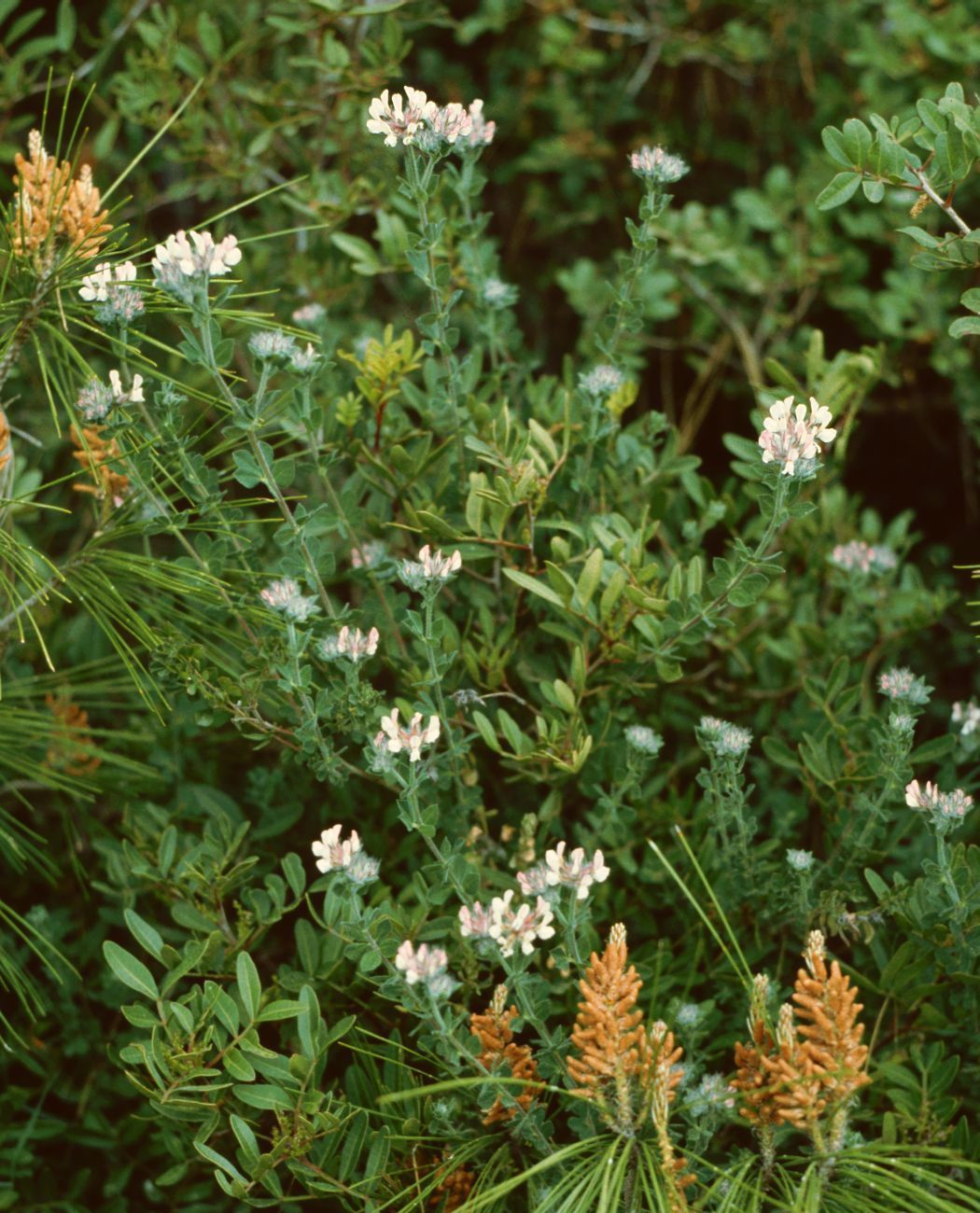
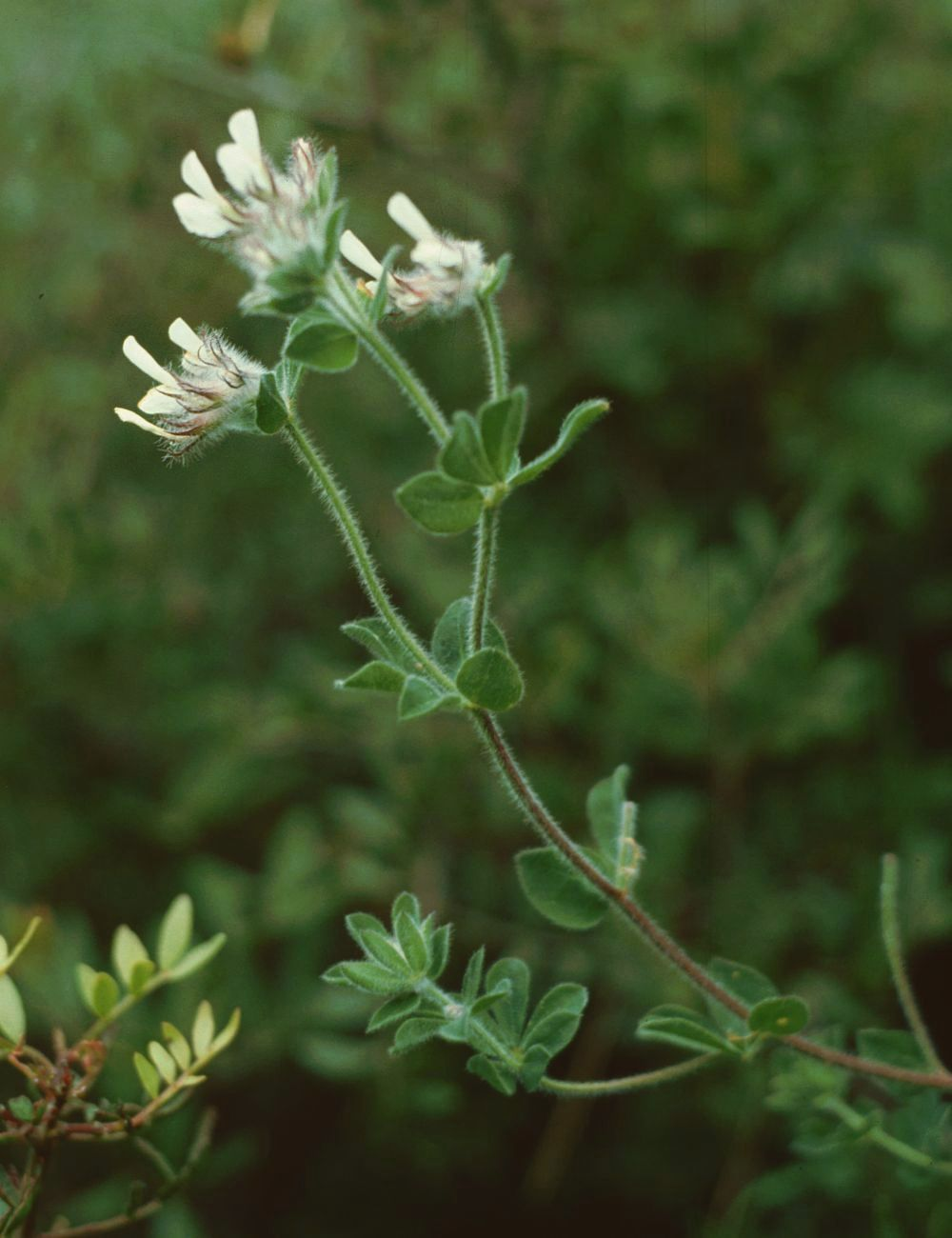
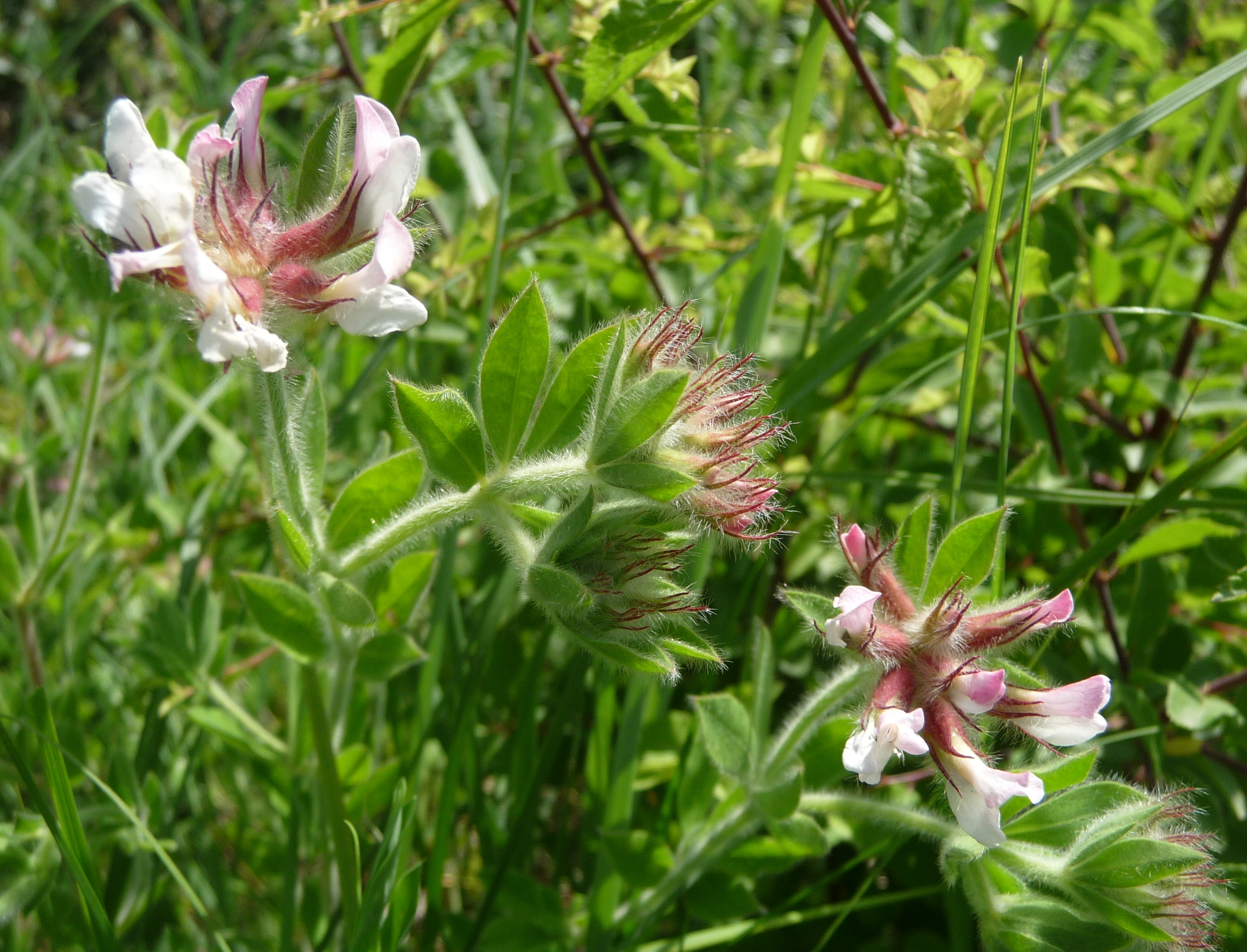
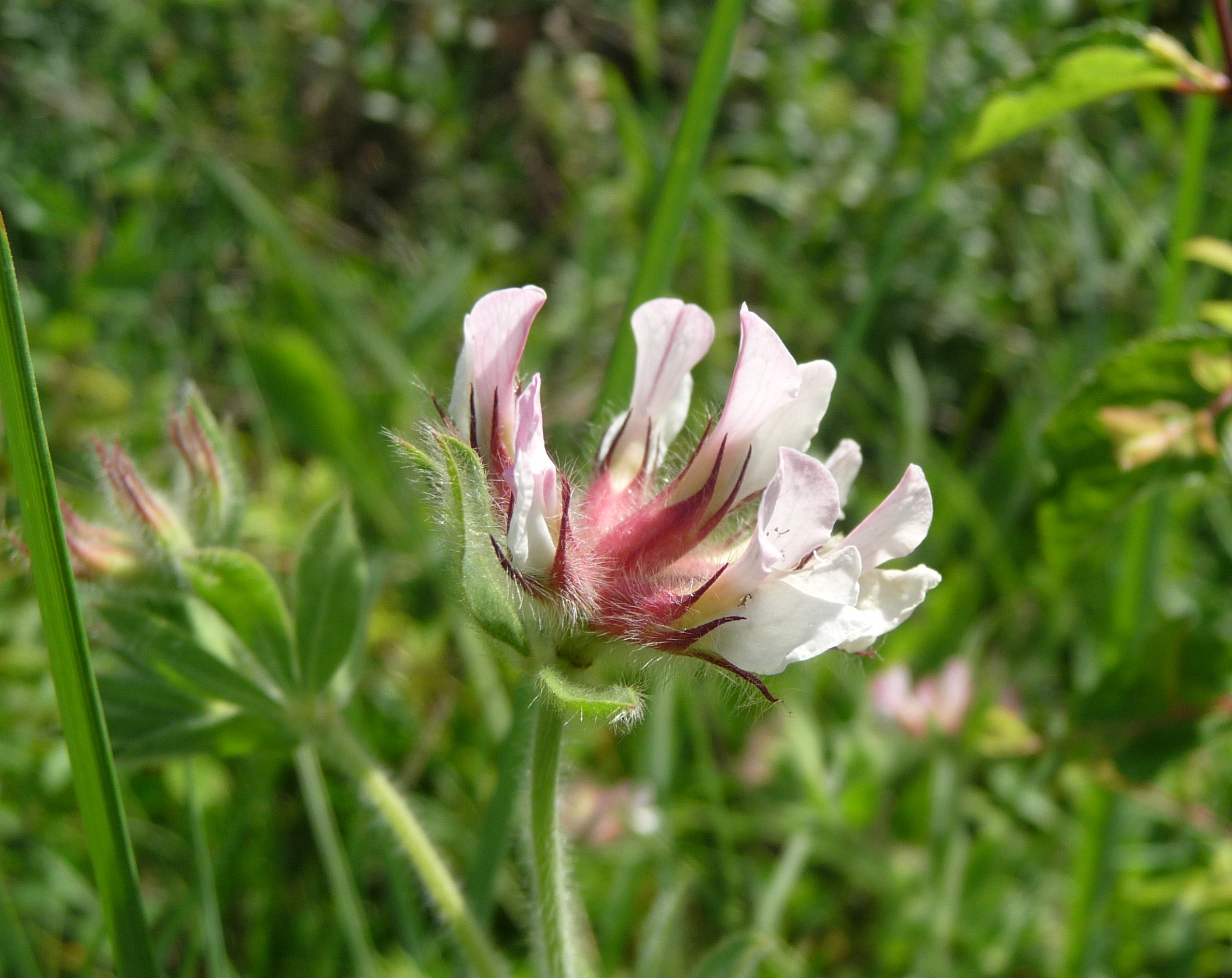